# Öjungen, Ovanåkers kommun
Öjungen (Stor-Öjungen och Lill-Öjungen) är två insjöar i norra delen av Ovanåkers socken i Ovanåkers kommun, västra Hälsingland.
Stor-Öjungen ligger 345,6 meter över havet och avvattnas västerut genom Öjungsån. Lill-Öjungen ligger 258,6 m ö.h. cirka 2 kilometer nordväst om den större sjön och avvattnas via Ålkarsflugen till Öjungsån, som ingår i Voxnans vattensystem.
På Stor-Öjungens norra sida ligger Öjung med bland annat Öjungs kapell.